# Kiaa1107
Kiaa1107‏ (KIAA1107) هوَ بروتين يُشَفر بواسطة جين Kiaa1107 في الإنسان.